# Točnost in natančnost
Tóčnost je na področju znanosti, tehnike, industrije in statistike stopnja ustreznosti merjene ali izračunane količine glede na njeno dejansko (resnično) referenčno vrednost. Točnost je v tesni zvezi z natánčnostjo, ki je stopnja, za katero nadaljnje meritve ali izračuni kažejo enake ali podobne rezultate. Rezultati izračunov ali meritev so lahko točni, ne pa natančni, so lahko natančni, ne pa točni, so lahko oboje ali pa so hkrati nenatančni in netočni. Rezultat je veljaven, če je hkrati točen in natančen. Sorodna pojma sta napaka (naključna spremenljivost v raziskovanju) in popačenje (nenaključni ali neposredni vplivi, ki jih povzroča en ali več faktorjev, nepovezanih od neodvisne spremenljivke).

## Podobnost s tarčo
Točnost je kot statična kakovostna meroslovna značilnica stopnja verodostojnosti, natančnost pa je stopnja ponovljivosti, kjer se pojavlja raztros vrednosti količin. Razliko med točnostjo in natančnostjo podaja analogija s tarčo. V tej primerjavi ponovljene meritve podajajo puščice, izstreljene v tarčo. Točnost opisuje kako blizu so puščice od sredine tarče. Puščice, ki so bližje sredini tarče, so bolj točne. Bližje so sistemske meritve pričakovani vrednosti, bolj točen je sistem.
Če je izstreljenih več puščic, je natančnost velikost šopa puščic. Če je izstreljena le ena puščica, je natančnost velikost šopa, ki bi ga pričakovali, če bi streljanje ponavljali večkrat pod istimi pogoji. Če so vse puščice zbrane skupaj, je šop natančen, saj so vse puščice zbrane na istem mestu, ki ni nujno blizu sredine tarče. Takšne meritve so natančne, čeprav niso nujno tudi točne.
Ni moč zanesljivo doseči točnost pri posameznih meritvah brez natančnosti. Če ne bi bile vse puščice zbrane skupaj na enem mestu, ne bi mogle biti tudi blizu sredine tarče. Njihova srednja lega je lahko točna ocena sredine tarče, posamezne puščice pa so nenatančne. Krožni verjetnostni odklon podaja natančnost v balistiki.

## Določevanje točnosti in natančnosti
Idealna merilna priprava je hkrati točna in natančna, ter daje meritve, ki so vse blizu skupaj in porazdeljene brez raztrosa okrog znane vrednosti. Točnost in natančnost merilnega procesa se po navadi doseže s ponavljajočimi meritvami sledljive referenčne standardne količine. Te količine so določene z mednarodnim sistemom enot, vzdržujejo pa jih nacionalne organizacije za standarde, na primer Slovenski inštitut za standardizacijo (SIST) ali ameriški Nacionalni inštitut za standarde in tehnologijo (NIST).
V mnogih primerih lahko natančnost opredelimo s pomočjo standardnega odklona meritev, ki ga včasih nepravilno imenujemo standardna napaka merilnega procesa. Manjši je standardni odklon, večja je natančnost. V nekaterih virih je natančnost določena kot obratna vrednost variance {\displaystyle \sigma ^{2}}. Nekateri viri mešajo natančnost z intervalom zaupanja. Interval, določen s standardnim odklonom, je 68,3 % (»ena sigma«) intervala zaupanja meritve. Če je bilo narejenih dovolj meritev za točno določitev standardnega odklona procesa in če se v merilnem procesu pojavljajo normalno porazdeljene napake, je verjetno, da bo 68,3 % pravih vrednosti merjene lastnosti ležalo znotraj enega standardnega odklona merjene vrednosti, 95,4 % znotraj dveh in 99,7 % znotraj treh.
To velja tudi, kadar se meritve ponavljajo in povprečujejo. Tedaj je izraz standardna napaka ustrezna: natančnost povprečne vrednosti je enaka znanemu standardnemu odklonu procesa, deljena s kvadratnim korenom od števila povprečenih meritev. Centralni limitni izrek naprej kaže, da bo verjetnostna porazdelitev povprečenih meritev bližje normalni porazdelitvi kot pa porazdelitev posameznih meritev.
Glede na točnost lahko razlikujemo:
- razliko med srednjo vrednostjo meritev in referenčno vrednostjo, popačenjem. Določevanje in popravljanje zaradi popačenja je nujno za umerjanje,
- kombinirano stanje z natančnostjo.

Običajni dogovor v znanosti in tehniki je, da se točnost in/ali natančnost izrazita implicitno z značilnimi števkami, Kadar ni posebej rečeno, je meja napake ena polovica vrednosti zadnjega značilnega mesta. Zapisane dolžine 843,6 m, 843,0 m ali 800,0 m bi dale mejo 0,05 m (zadnja značilna števka je desetina dolžine), zapis 8436 m pa bi dal mejo napake 0,5 m (zadnje značilne števke so vrednosti enote).
Odčitek 8000 m s slednimi ničlami brez decimalne vejice je dvoumno. Sledne ničle so lahko ali pa niso mišljene kot značilne števke. Da se ognemo tej dvoumnosti, lahko številsko vrednost predstavimo v znanstvenem zapisu: »8,0 · 103 m« nakazuje, da je prva sledna ničla značilna (odtod meja napake 50 m), »8,000 · 103 m pa nakazuje, da so vse tri sledne ničle značilne, kjer je meja napake 0,5 m. Podobno lahko uporabimo mnogokratnik osnovne merske enote: »8,0 km« je enako kot »8,0 · 103 m. V bistvu je meja napake 0,05 km, kar je 50 m. Zanašanje na ta dogovor lahko vodi do napak lažne natančnosti, kadar sprejemamo podatke od virov, ki se dogovora ne držijo.
Če gledamo na to z druge strani, bi vrednost 8 pomenila, da smo meritev opravili z natančnostjo »1« (merilna priprava je lahko merila do prvega mesta), vrednost 8,0 (čeprav matematično enaka 8) bi pomenila, da smo prvo decimalno mesto zmerili, in je enaka 0 (merilna priprava je lahko merila do prvega decimalnega mesta). Druga vrednost je natančnejša. Lahko sta obe izmerjeni vrednosti netočni. Dejanska vrednost je lahko 9,5, izmerjena pa je v obeh primerih nepravilno kot 8. Zato lahko rečemo, da je točnost »pravilnost«, oziroma »ustreznost« meritve, natančnost pa lahko opredelimo kot zmožnost razrešitev manjših razlik.
Natančnost včasih povežejo s:
- ponovljivostjo, spremembo, ki nastane ob naporu, da se pogoji meritev ohranjajo konstantni z isto merilno pripravo in merilcem, in ponovitvijo po kratkem časovnem obdobju,
- obnovljivostjo, spremembo, ki nastane pri uporabi istega merilnega procesa med različnimi merilnimi pripravami in merilci, in ponovitvijo po dolgem časovnem obdobju.

Eden od načinov statistične obdelave natančnosti je orodje merilne sistemske analize 6σ ANOVA Gage R&R. Kot je navedeno zgoraj, so lahko meritve hkrati točne in natančne. Če na primer vse puščice zadenejo sredino tarče, so vse blizu »prave vrednosti« (točne) in blizu vsaka sebi (natančne).

## Točnost v dvojiški klasifikaciji
Točnost se uporablja kot statistična mera za to kako dobro test dvojiške klasifikacije pravilno poistoveti ali izključi stanje. Točnost je razmerje resničnih rezultatov (tako resnično pozitivnih in resnično negativnih) v populaciji. Točnost 100 % pomeni, da so pri testu vsi bolni in zdravi ljudje poistoveteni pravilno.

## Točnost in natančnost v psihometriji
V psihometriji se izraza točnost in natančnost izmenljivo uporabljata s pojmoma veljavnosti in zanesljivosti. Veljavnost merilne priprave ali psihološkega testa je dosežena prek poskusa ali korelacije z obnašanjem. Zanesljivost je dosežena z mnogovrstnimi statističnimi tehnikami (klasično Cronbachov alfa).

## Točnost pri poročanju
Pri poročanju o dogodku cilj ni navajanje resnice, ker jo je težko poznati. Čeprav se strokovnjaki resnici lahko približajo, poročevalec ni nujno strokovnjak ali razsodnik o končni resnici. Naloga poročevalca je, da natančno navede kaj je videl ali slišal. To pomeni, da ponovi pomembne in značilne elemente večjega dogodka, brez osebnega mnenja ali izkrivljanja. Navedbe kot je na primer stavek: »Svetnik Smith je dejal, da je župan Jones slepar.« so v redu. Na ta način lahko poročevalec točno navede kar je slišal, ne da bi presojal o resničnosti takšne pripombe. Cilj poročevalca je ubesediti svoje poročilo tako da natančno zrcali njegove izkušnje. Svetnik Smith je dejansko uporabil besedo slepar namesto da bi se preprosto vprašal o županovi poštenosti. Svetnikovo ime je bilo Smith, županovo pa Jones. Ti elementi so točni, ne glede na to ali je pripomba resnična ali ne.